# Conflit de Racibórz
Conflit frontalier polono-tchécoslovaque (en)
Le conflit de Racibórz était un différend frontalier opposant la Tchécoslovaquie à la Pologne et qui a failli dégénérer en un conflit militaire entre les deux pays.

## Contexte
Le différend frontalier entre la Pologne et la Tchécoslovaquie est apparu en 1918 entre la Deuxième République polonaise et la Première République tchécoslovaque, deux États nouvellement indépendants. Les conflits portaient sur les territoires disputés de la Silésie de Cieszyn, du territoire d'Orava et du Spiš.
Après la Seconde Guerre mondiale, ces différends se sont étendus aux zones situées autour des villes de Kłodzko et Racibórz, qui, jusqu'en 1945 avaient appartenu à l'Allemagne. La Tchécoslovaquie estimait que ces territoires devaient être intégrés à la Tchécoslovaquie, car ils faisaient historiquement partie des terres tchèques et contenaient une forte minorité tchèque. Selon les accords internationaux, ces territoires devaient être intégrés à la Pologne.

## Le conflit
Le conflit éclata le 10 juin 1945 lorsque le chef adjoint de l'état-major général tchèque, Bohumil Boček, ordonna à la 1re brigade de chars tchécoslovaques d'avancer dans la région de Racibórz. Les unités tchécoslovaques reçurent l'ordre d'éviter tout conflit direct avec les troupes polonaises. Les soldats tchécoslovaques occupèrent 14 villes et cessèrent leur avancée à 5 kilomètres de Racibórz. Il n'y eut pas d'incidents militaires majeurs. À Bieńkowice seulement, deux policiers polonais furent désarmés par des soldats tchécoslovaques. Selon des sources polonaises, un officier de l'armée polonaise fut tué au cours de l'opération.
Le 12 juin 1945, la partie polonaise adressa une note de protestation à l'ambassade tchécoslovaque et exigea le retrait des unités tchécoslovaques, leur donnant un ultimatum de 48 heures. Des unités polonaises plus importantes furent envoyées dans la région sur ordre du ministre de la Défense nationale Michał Rola-Żymierski. Les unités polonaises reçurent l'ordre de désarmer et de transporter les unités tchécoslovaques jusqu'à la frontière si elles refusaient de battre en retraite. L'Union soviétique décida d'intervenir diplomatiquement pour éviter une confrontation militaire directe entre les deux pays et mena des négociations par médiation. Le 15 juin 1945, les unités tchécoslovaques se retirèrent de Kłodzko et Racibórz, mais un train armé fut envoyé de Broumov à Ścinawka Średnia, où il resta jusqu'au 20 juin 1945.

## Conséquences
La Pologne se préparait à envoyer des troupes dans les zones de Zaolzie tenues par la Tchécoslovaquie, mais les Soviétiques lui intima d'abandonner ce projet. La situation à la frontière polono-tchécoslovaque était toujours tendue. Le 28 juin 1945, des unités tchécoslovaques tirèrent sur des soldats polonais sur le Sněžník, ce qui fut qualifié d'incident. 
Le 10 mars 1947, un traité d'amitié et d'assistance mutuelle fut signé entre la Tchécoslovaquie et la Pologne. Ce traité apaisa la situation, mais les tensions mutuelles persistèrent.
Le 13 juin 1958, à Varsovie, les deux pays signèrent un traité confirmant la frontière sur la ligne du 1er janvier 1938 (c'est-à-dire revenant à la situation avant que les accords de Munich imposés par le Troisième Reich ne transfèrent le territoire de la Tchécoslovaquie à la Pologne), la frontière polono-tchécoslovaque est apaisée.